# Elixir
엘릭서(Elixir)는 얼랭(Erlang) 가상 머신(BEAM) 위에서 동작하는 함수형, 동시성 프로그래밍 언어이다. 엘릭서는 얼랭이 보유하고 있는 분산 처리, 장애 내구성, 실시간, 무정지 애플리케이션 등의 특징을 공유한다. 그에 더해서 프로토콜을 이용해 다형성을 지원하고, Quote과 Unquote 그리고 Macro를 통한 DSL 구현 등의 메타 프로그래밍이 가능하다.

## 역사
엘릭서 프로그래밍 언어는 José Valim이 설계했으며, Plataformatec 의 연구과제이다. 그는 얼랭 도구와 생태계를 계승하면서 얼랭 VM에서 작동하는 높은 확장성과 생산성을 가진 언어를 만들고자 했다.

## 특징
- 엘릭서 컴파일러는 소스코드를 얼랭 가상 머신용 바이트 코드로 컴파일한다. (BEAM)[5]
- 모든 것은 expression이다.side effect를 동반하는 statement와는 다르다.[5]
- 얼랭 함수들은 런타임 영향 없이 엘릭서에서 호출될 수 있다.
- 메타 프로그래밍을 지원한다.[5]
- 프로토콜이라고 불리는 메카니즘에 의해 다형성을 지원한다.클로저 reducers에서 영향을 받았다.[6]
- 마크다운 형식언어의 문서화를 지원한다.[5]
- 메시지 전달 방식을 지원한다.(Actor model)
- 루프 대신에 재귀와 고차원 함수를 강조한다.
- 얼랭의 메카니즘을 활용하여 경량 동시성을 지원한다. (e.g. Task)[5]
- Lazy와 async collections을 지원한다.
- 패턴매칭을 지원한다.[5]
- 유니코드를 지원하며 스트링들은 UTF-8이다.

## 예제
아래 예제는 iex 셸에서 실행되거나 파일에 저장될수 있으며 elixir <filename> 과 같이 커맨드라인으로 실행할 수 있다.
Hello world 예제:
```
IO
.
puts
 
"Hello World!"

```

### 컴프리헨션
```
for
 
n
 
<-
 
[
1
,
2
,
3
,
4
,
5
],
 
rem
(
n
,
2
)
 
==
 
1
,
 
do
:
 
n
*
n

#=> [1, 9, 25]

```

### 패턴 매칭
```
[
1
,
 
a
]
 
=
 
[
1
,
 
2
]

# a => 2

{
:ok
,
 
[
hello
:
 
a
]}
 
=
 
{
:ok
,
 
[
hello
:
 
"world"
]}

# a => "world"

```

### 모듈
```
defmodule
 
Fun
 
do

  
def
 
fib
(
0
)
 
do
 
0
 
end

  
def
 
fib
(
1
)
 
do
 
1
 
end

  
def
 
fib
(
n
)
 
do
 
fib
(
n
-
2
)
 
+
 
fib
(
n
-
1
)
 
end

end

```

## 같이 보기
- 병행 컴퓨팅
- 분산 컴퓨팅
- 병렬 컴퓨팅